# 蘭州市
蘭州市（らんしゅう-し、中国語: 兰州市、拼音: Lánzhōu、英語: Lanzhou）は、中華人民共和国甘粛省の省都。
人口4,359,446人。中国西北地域の3大都市の一つである。雅名を金城といい、石油工業が発達している。

## 地理
市域は海抜1,600mにあり、市内を黄河が東西に流れる。市街地は黄河に沿って20kmに渡って細長く延び、黄河には12の橋がかけられている。近隣の都市としては、約220km北西の武威、170km西の西寧などが挙げられる。

## 民族
漢族に次いで回族が多く、他にもドンシャン族、ユグル族、サラール族など白い帽子を被ったイスラム系住民が多い。

## 歴史
古くからシルクロードの要衝で、秦の昭襄王時期に隴西郡の地となり、漢に金城郡が設置された。このため金城が蘭州の古名となった。隋の開皇3年（583年）、蘭州が設置されて現在の名称になった。清に甘粛布政使が駐在した。
日中戦争時には日本軍の空襲を受けた。
中華人民共和国成立後、元南満洲鉄道の日本人技術者とソビエト連邦の援助によって、宝鶏からの鉄道が開通した。

## 行政区画
5市轄区・3県を管轄する。
- 市轄区：
  - 城関区・七里河区・西固区・安寧区・紅古区
- 県：
  - 永登県・皋蘭県・楡中県

| 蘭州市の地図                                                   |
| -------------------------------------------------------------- |
| 城関区 七里河区 西固区 1 紅古区 永登県 皋蘭県 楡中県 1. 安寧区 |

### 年表
この節の出典
- 1949年10月1日 - 中華人民共和国甘粛省蘭州市が成立。皋蘭県・湟恵渠管理局が発足。(1市1県1管理局)
- 1949年12月5日 - 湟恵渠管理局が皋蘭県に編入。(1市1県)
- 1950年6月19日 - 一区から九区までの区を設置。(9区1県)
- 1951年8月13日 - 皋蘭県が省直轄県級行政区となる。(9区)
- 1952年11月21日 - 皋蘭県の一部が五区・六区・八区・九区に分割編入。(9区)
- 1952年12月26日 - 四区および八区の一部が皋蘭県の一部と合併し、四区が発足。(9区)
- 1953年3月2日 - 市内行政区域の再編により、一区から八区までの区が成立。(8区)
- 1953年8月28日 - 皋蘭県の一部が七区に編入。(8区)
- 1955年9月30日 (7区)
  - 一区・二区が合併し、城関区が発足。
  - 三区が東崗区に、四区が七里河区に、五区が西固区に、六区が塩場区に、七区が安寧区に、八区が阿干区にそれぞれ改称。
- 1955年11月29日 - 皋蘭県の一部が分立し、河口区が発足。(8区)
- 1956年7月19日 - 河口区が西固区に編入。(7区)
- 1958年1月21日 - 塩場区が城関区・東崗区に分割編入。(6区)
- 1958年3月7日 - 定西専区皋蘭県の一部が七里河区に編入。(6区)
- 1958年7月26日 - 定西専区楡中県の一部が阿干区に編入。(6区)
- 1958年12月20日 (7区)
  - 定西専区永登県を編入。
  - 定西専区楡中県の一部が城関区に編入。
  - 定西専区皋蘭県の一部が安寧区・西固区に分割編入。
  - 永登県が区制施行し、永登区となる。
- 1959年7月14日 - 定西専区臨洮県の一部が七里河区に編入。(7区)
- 1960年4月27日 - 永登区の一部が分立し、紅古区が発足。(8区)
- 1960年12月3日 (6区)
  - 東崗区・城関区が合併し、城関区が発足。
  - 阿干区・七里河区が合併し、七里河区が発足。
- 1961年12月15日 (5区1県)
  - 永登区が県制施行し、永登県となる。
  - 七里河区の一部が定西専区楡中県に編入。
- 1962年6月9日 (5区1県)
  - 永登県・安寧区の各一部が白銀市皋蘭県に編入。
  - 城関区の一部が定西専区楡中県に編入。
- 1963年10月23日 (6区)
  - 白銀市白銀区を編入。
  - 永登県が武威専区に編入。
  - 白銀区の一部が定西専区皋蘭県に編入。
  - 紅古区の一部が武威専区永登県に編入。
- 1964年4月29日 - 七里河区の一部が西固区に編入。(6区)
- 1964年5月31日 (6区)
  - 七里河区の一部が定西専区楡中県・臨洮県に分割編入。
  - 西固区の一部が臨夏回族自治州永靖県に編入。
  - 白銀区の一部が定西専区皋蘭県・靖遠県に分割編入。
- 1964年7月5日 (6区)
  - 定西専区靖遠県の一部が白銀区に編入。
  - 白銀区の一部が定西専区皋蘭県に編入。
- 1965年7月28日 - 七里河区の一部が定西専区皋蘭県に編入。(6区)
- 1968年1月24日 - 城関区が東風区に改称。(6区)
- 1970年3月25日 - 武威地区永登県、定西地区楡中県・皋蘭県を編入。(6区3県)
- 1970年7月16日 - 皋蘭県の一部が七里河区に編入。(6区3県)
- 1973年7月28日 - 東風区が城関区に改称。(6区3県)
- 1982年8月7日 - 七里河区の一部が臨夏回族自治州永靖県に編入。(6区3県)
- 1985年5月14日 (5区3県)
  - 白銀区が白銀市に編入。
  - 皋蘭県の一部が白銀市白銀区に編入。
- 2022年4月22日 - 皋蘭県の一部が城関区・安寧区に分割編入。(5区3県)

## 気候
標高約1600mの高原地帯に位置するため、冬は乾燥して寒く、夏は涼しい。ケッペンの気候区分ではステップ気候(BSk)に属する。1月の平均気温は－5.1度、7月の平均気温は22.5度、年平均気温は9.9度、年降水量は255.7mmである。

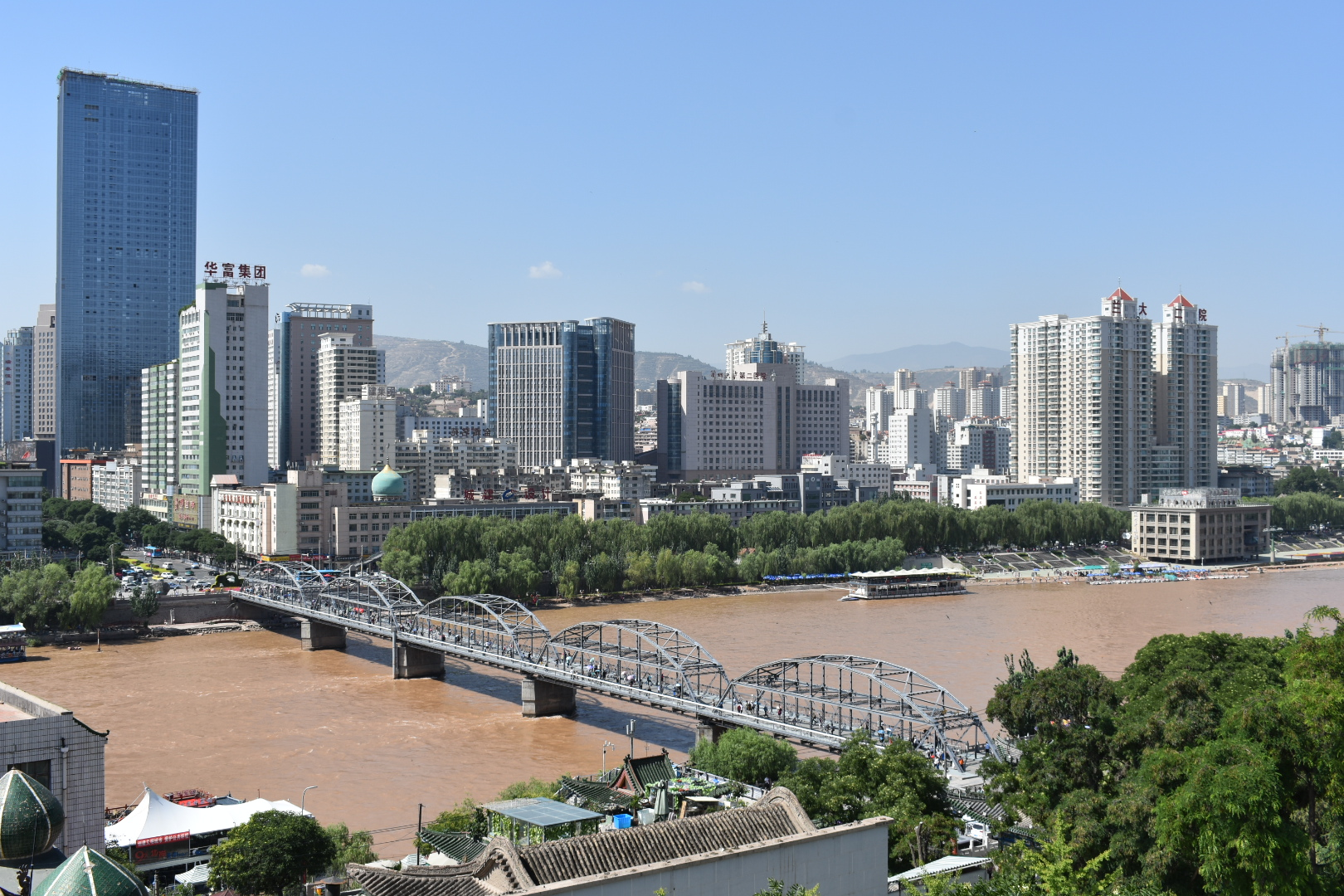
街を流れる黄河

| 蘭州 (1971-2000)の気候                       | 蘭州 (1971-2000)の気候 | 蘭州 (1971-2000)の気候 | 蘭州 (1971-2000)の気候 | 蘭州 (1971-2000)の気候 | 蘭州 (1971-2000)の気候 | 蘭州 (1971-2000)の気候 | 蘭州 (1971-2000)の気候 | 蘭州 (1971-2000)の気候 | 蘭州 (1971-2000)の気候 | 蘭州 (1971-2000)の気候 | 蘭州 (1971-2000)の気候 | 蘭州 (1971-2000)の気候 | 蘭州 (1971-2000)の気候 |
| 月                                           | 1月                    | 2月                    | 3月                    | 4月                    | 5月                    | 6月                    | 7月                    | 8月                    | 9月                    | 10月                   | 11月                   | 12月                   | 年                     |
| -------------------------------------------- | ---------------------- | ---------------------- | ---------------------- | ---------------------- | ---------------------- | ---------------------- | ---------------------- | ---------------------- | ---------------------- | ---------------------- | ---------------------- | ---------------------- | ---------------------- |
| 平均最高気温 °C （°F）                       | 1.7 (35.1)             | 6.0 (42.8)             | 12.2 (54)              | 19.6 (67.3)            | 24.1 (75.4)            | 27.3 (81.1)            | 29.3 (84.7)            | 27.9 (82.2)            | 22.8 (73)              | 16.7 (62.1)            | 9.5 (49.1)             | 2.8 (37)               | 16.7 (62.1)            |
| 平均最低気温 °C （°F）                       | −10.1 (13.8)           | −6.0 (21.2)            | 0.3 (32.5)             | 6.1 (43)               | 10.7 (51.3)            | 14.3 (57.7)            | 16.6 (61.9)            | 15.7 (60.3)            | 11.4 (52.5)            | 5.0 (41)               | −2.1 (28.2)            | −8.3 (17.1)            | 4.5 (40.1)             |
| 降水量 mm （inch）                           | 0.4 (0.016)            | 2.6 (0.102)            | 9.2 (0.362)            | 14.7 (0.579)           | 23.2 (0.913)           | 44.0 (1.732)           | 57.0 (2.244)           | 63.8 (2.512)           | 30.7 (1.209)           | 6.3 (0.248)            | 2.8 (0.11)             | 0.9 (0.035)            | 255.7 (10.067)         |
| % 湿度                                       | 54                     | 49                     | 48                     | 44                     | 48                     | 54                     | 59                     | 63                     | 66                     | 66                     | 60                     | 58                     | 56                     |
| 平均月間日照時間                             | 155.7                  | 179.3                  | 195.4                  | 224.5                  | 245.9                  | 234.7                  | 244.8                  | 241.1                  | 191.5                  | 186.0                  | 174.0                  | 151.2                  | 2,424                  |
| 出典：中国气象局 国家气象信息中心 2009-03-17 |                        |                        |                        |                        |                        |                        |                        |                        |                        |                        |                        |                        |                        |

## 経済
甘粛省は中国最大級の石油埋蔵量があり、蘭州は石油精製、石油化学、鉄鋼などの工業都市として発展している。中国10大工業都市のひとつである。
ただ、これらの工場が盆地状の黄河沿いに立ち並んでいるため、汚染された大気が盆地の底から入れ替わりにくく、大気汚染の町としても知られている。蘭州・鄭州・長沙石油製品パイプラインの出発点。

## 軍事
中国西部を管轄する中国人民解放軍西部戦区陸軍機関所在地である。

## 交通

### 航空
- 蘭州中川国際空港

### 鉄道

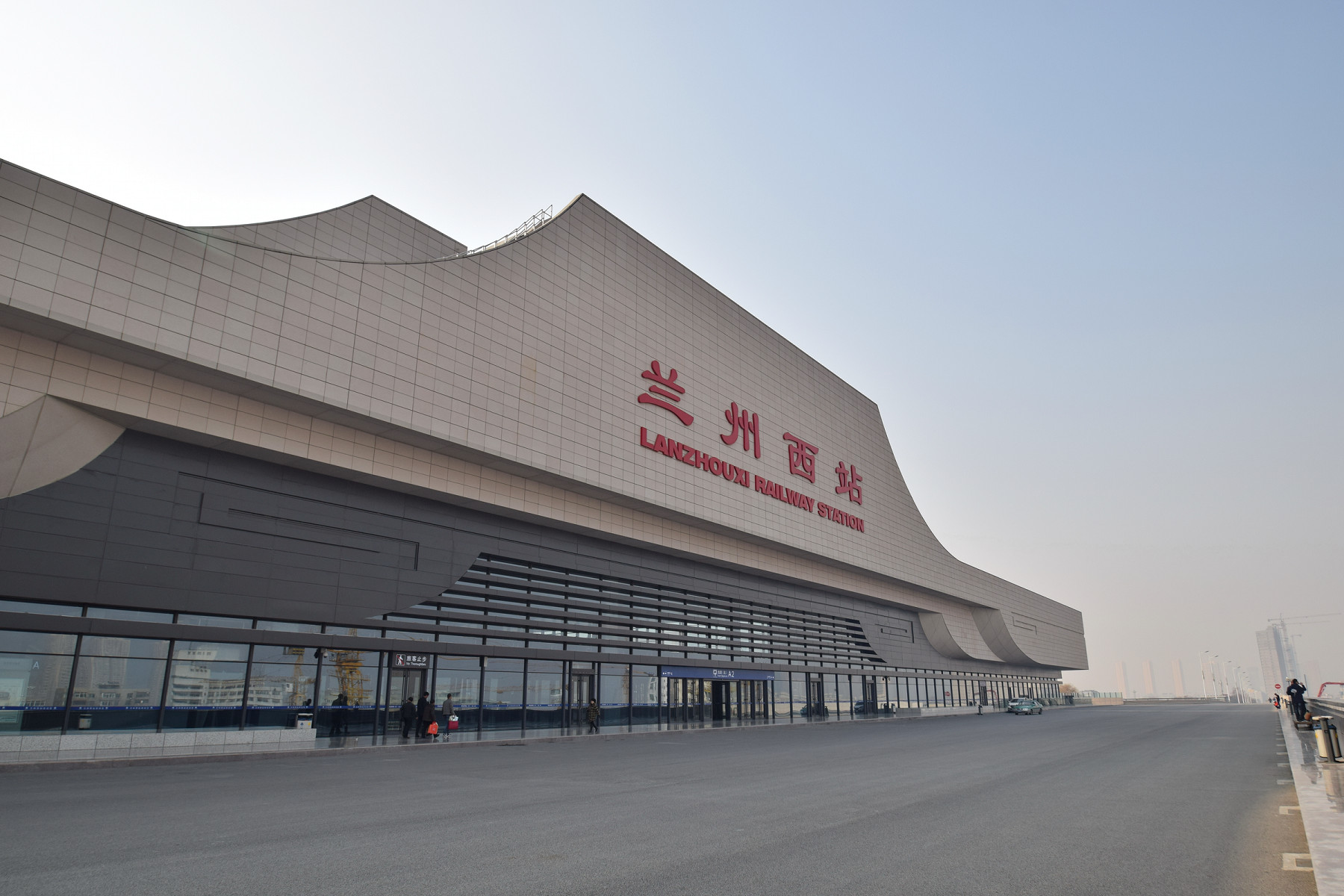
蘭州西駅

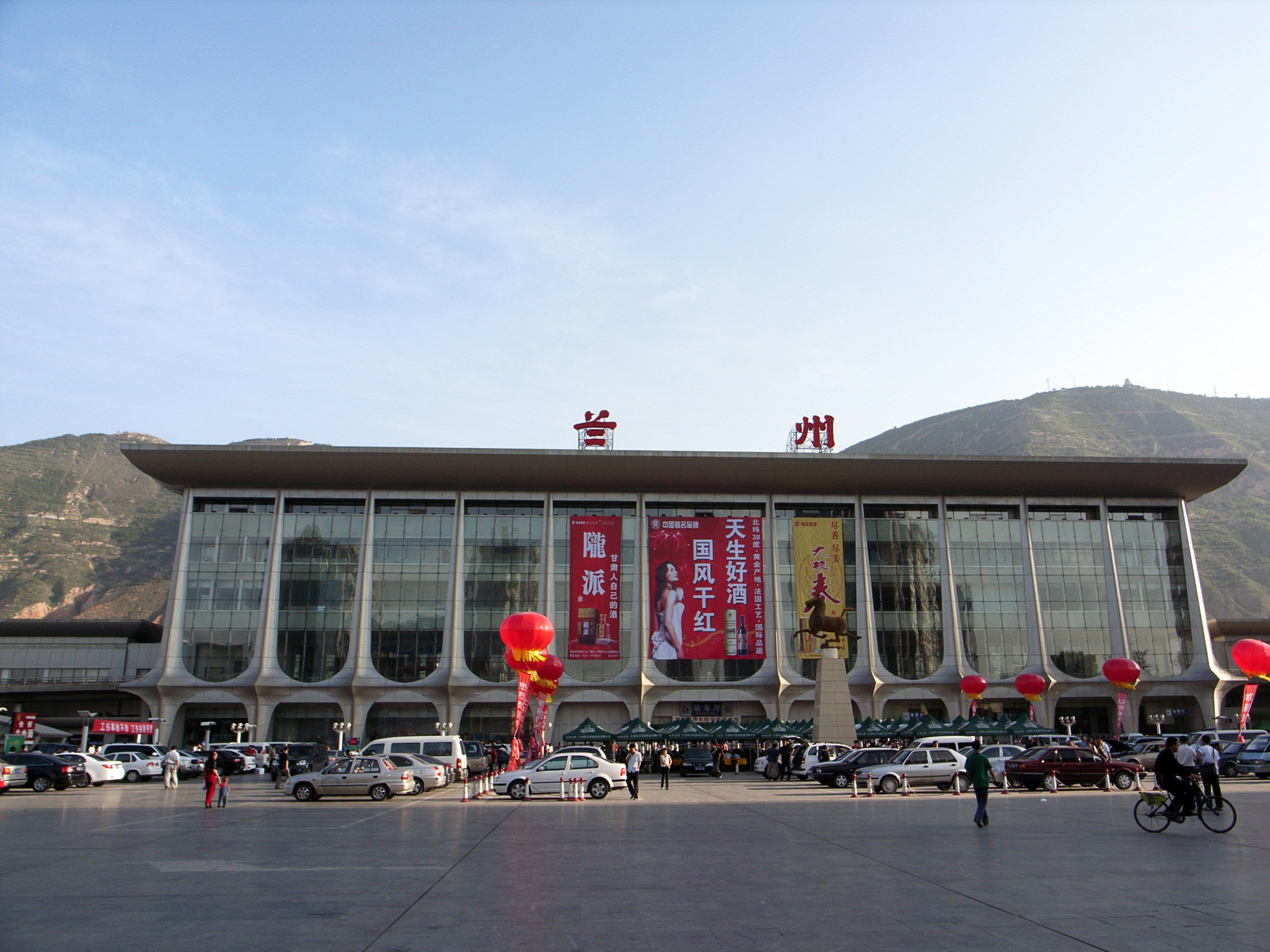
蘭州駅

- 中国国家鉄路集団
  - 蘭新線第二複線
  - 徐蘭旅客専用線
  - 蘭中都市間鉄道
  - 銀蘭旅客専用線
  - 隴海線
  - 蘭新線
  - 包蘭線
  - 蘭青線
  - 蘭渝線
- 蘭州地下鉄
  - 1号線
  - 2号線

### バス

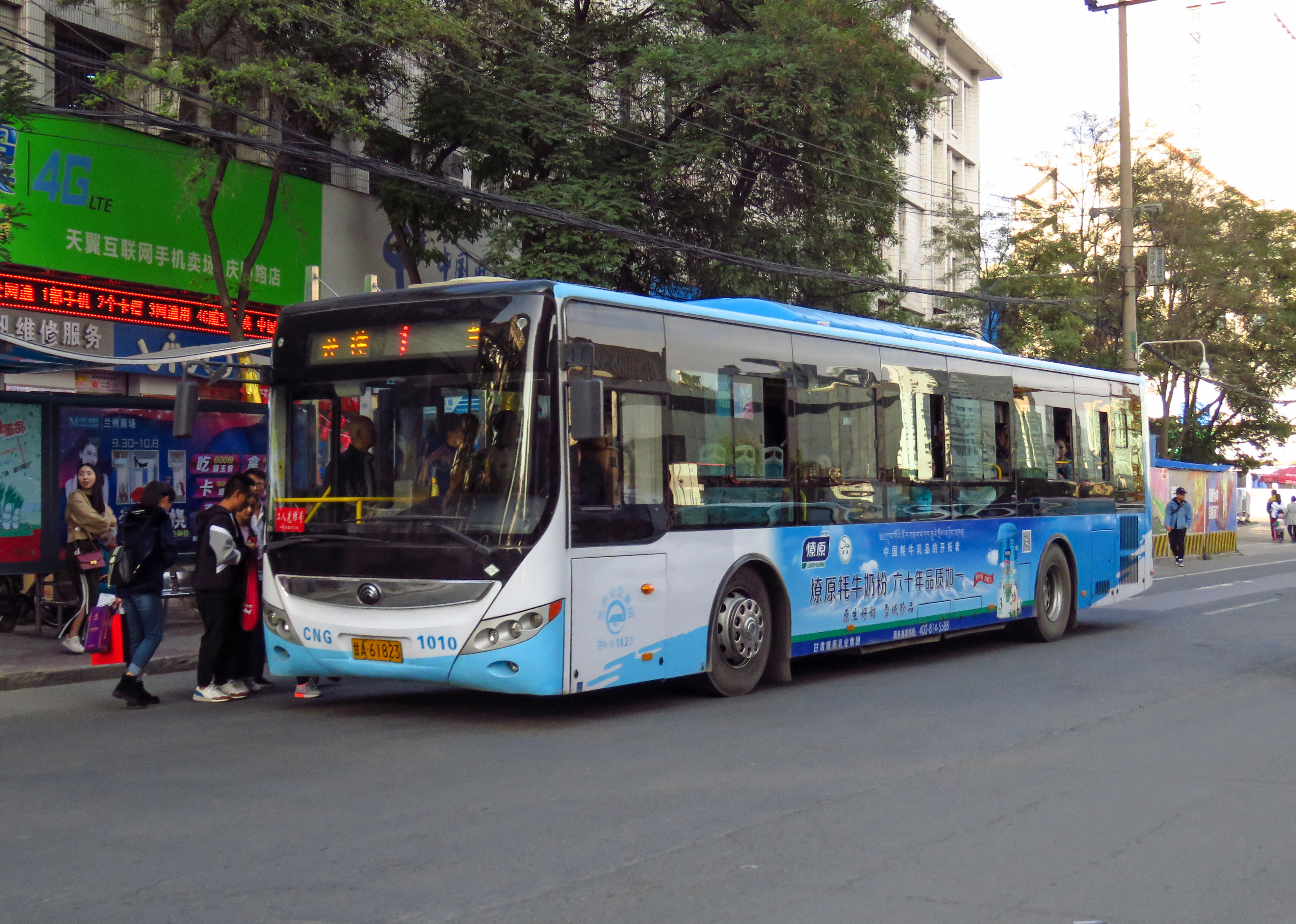
蘭州公交1路

- 蘭州公交

### 道路

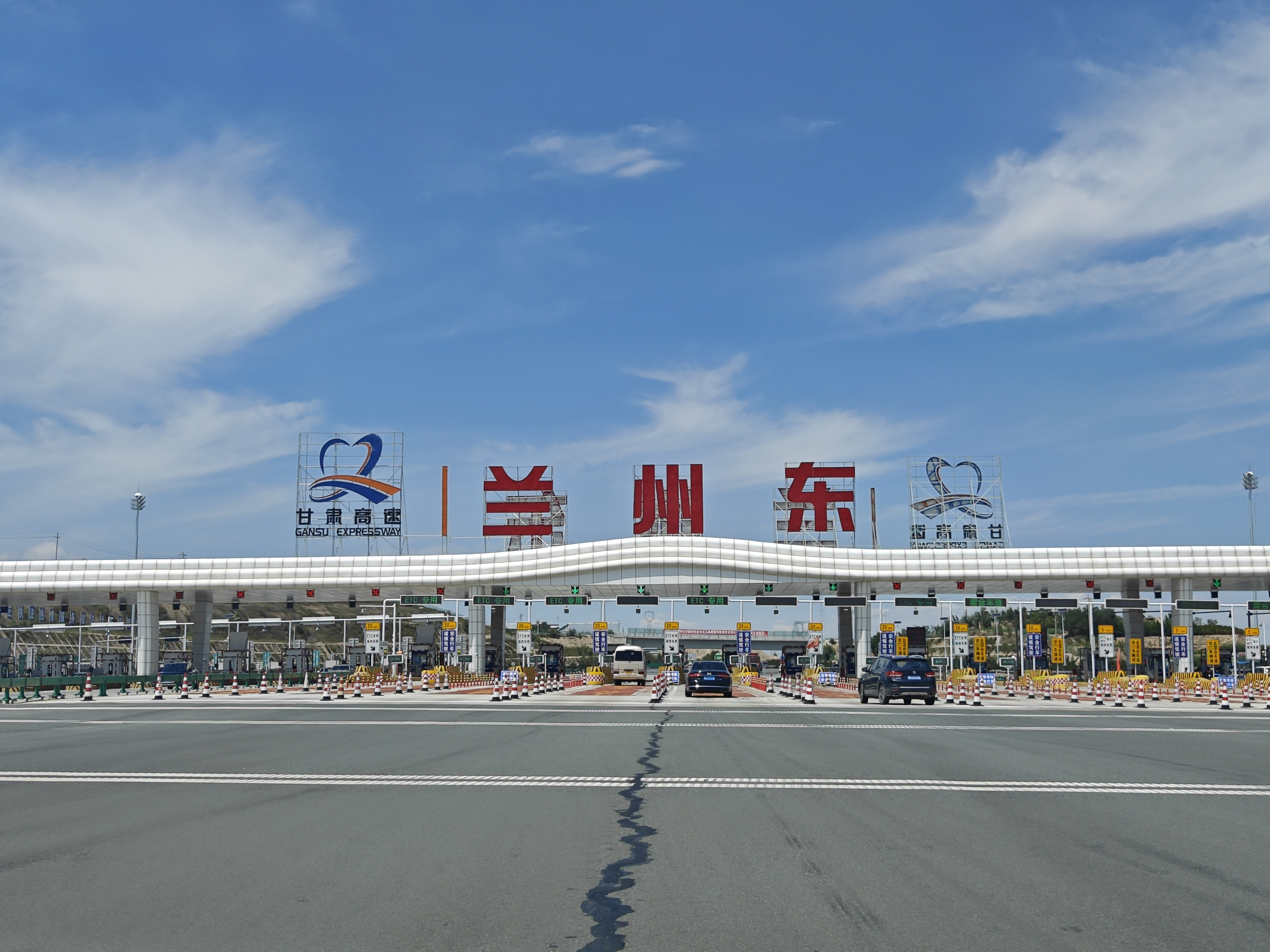
青蘭高速道路 蘭州東IC

- 高速道路
  - 京蔵高速道路
  - 青蘭高速道路
  - 連霍高速道路
  - 蘭海高速道路
  - 蘭州環状高速道路
  - 蘭営高速道路
- 国道
  - G109国道
  - G212国道
  - G213国道
  - G309国道
  - G312国道
  - G316国道

## 教育
- 蘭州大学（中国国内一流建設A類大学　1909年創立）
- 西北民族大学
- 西北師範大学（1902年創立）
- 蘭州理工大学
- 蘭州交通大学
- 甘粛農業大学
- 甘粛政法大学
- 蘭州城市学院
- 蘭州工業学院
- 蘭州文理学院
- 蘭州石化職業技術大学
- 蘭州工商学院
- 蘭州医学院
- 甘粛中医学院
- 蘭州商学院

## 観光
- 白塔山公園
- 五泉山公園
- 蘭山公園
- 甘粛省博物館
- 中山橋（中山鉄橋） - 黄河第一橋とも呼ばれている。黄河に掛かる233mのアーチ式の鉄橋で1909年完成。5400kmの黄河に掛けられている鉄橋では最古。橋はドイツで作られ、船やラクダで運ばれ現地で建てられた。

## 文化
- 回族は豚肉を食べないため、蘭州では豚肉を｢大肉｣と呼ばれている。また蘭州牛肉麺が有名である。
- 蘭州百合が有名である。

## 友好都市
- 日本・秋田県秋田市
- 日本・青森県八戸市